# 稲城市立長峰小学校
稲城市立長峰小学校（いなぎしりつ ながみね しょうがっこう）は、東京都稲城市長峰にある公立の小学校である。

## 概要
稲城市の長峰地区に所在する。市内で11番目に、また多摩ニュータウン内で3校目として設立した小学校である。

### 教育目標
元気な子　思いやりのある子　進んで学ぶ子

## 沿革
- 1995年（平成7年）4月　-　開校。
- 2001年（平成13年）4月　-　未来型教育研究発表開発事業に指定される。
- 2015年（平成27年）4月　-　稲城市教育委員会研究推進校に指定される。

## 児童数
- 平成27年現在、学年数6、学級数19、児童数544名である。

## 年間行事
- 10月上旬：運動会

## 通学区域
- 長峰一丁目・二丁目・三丁目の全域、若葉台一丁目・二丁目の各一部[1]

## 進学先中学校
- 稲城市立稲城第五中学校　-　上の長峰一～三丁目が進学。
- 稲城市立稲城第六中学校　-　上の若葉台一・二丁目が進学。[2]

## 交通アクセス
- 京王相模原線稲城駅・若葉台駅から、京王バスまたは小田急バスを利用する。稲城駅から長峰行き（稲11系統）、それを経由する若葉台駅行き（稲12）、長峰循環稲城駅行き（稲13）のいずれかに乗車、若葉台駅から稲城駅行き（稲12）に乗車し、いずれも長峰小学校下車徒歩3分。